# Bythinella cebennensis
Bythinella cebennensis е вид коремоного от семейство Hydrobiidae. Видът е уязвим и сериозно застрашен от изчезване.

## Разпространение и местообитание
Разпространен е във Франция.
Обитава сладководни басейни и реки.